# Yellow Medicine County
Yellow Medicine County er et county i den amerikanske delstat Minnesota. Yellow Medicine County ligger i den sydvestlige del af delstaten og grænser op til Lac qui Parle County i nord, Chippewa County i nordøst, Renville County i øst, Redwood County i sydøst, Lyon County i syd og mod Lincoln County i sydvest. Der er grænse mod delstaten South Dakota i vest.
Yellow Medicine Countys totale areal er 1.977 km², hvoraf 14 km² er vand. I 2000 havde Yellow Medicine County 11.080 indbyggere. Det administrative centrum  ligger i byen Granite Falls. 
Yellow Medicine County har fået sit navn efter floden Yellow Medicine River, der løber igennem county'et.
44°43′N 95°52′V / 44.72°N 95.86°V